# Список намогильних хрестів запорозьких козаків
У список включені усі відомі намогильні хрести запорозьких козаків XVII—XVIII ст. Окрім власне хрестів, у список також включений могильний камінь Івана Сірка з зображеннями двох хрестів. Написи подані у такому самому вигляді, як і у джерелі, включаючи кількість літер у кожному окремому рядку або наявність/відсутність знаків переносу.
| Місце          | Зображення | Рік  | Напис | Тип                         | Примітки | Джерела       |
| -------------- | ---------- | ---- | --- | --------------------------- | --- | ------------- |
| Пляшева        |            | 1651 | н/д | н/д                         | Біля місця битви під Берестечком | [ 1 ] [ 2 ]   |
| Пляшева        |            | 1651 | «Цар Ісус Христос» «1651» | н/д                         | Біля місця битви під Берестечком | [ 1 ] [ 2 ]   |
| Пляшева        |            | 1651 | «Зде лежаще воїни» | н/д                         | Біля місця битви під Берестечком. Зараз у Національному музеї історії України                                                                  | [ 3 ]         |
| Пляшева        |            | 1651 | | н/д                         | Біля місця битви під Берестечком. Зараз у Михайлівській церкві на Козацьких Могилах                                                            | [ 4 ]         |
| Капулівка      |            | 1680 | «Р.Б. 1680 мая 4 Преставися рабъ Бож. Іоань Сьрко Дмит ровичъ атамань кошо вий воска Запорозкого за его Ц.П.В. Федора Алексеевича. Памят Пр аведнаго со похвалами» |                             | Біля Старої Січі. Надгробок І. Сірка. 1967 переміщений у зв'язку з затопленням берега під час спорудження Каховського водосховища              | [ 5 ]         |
| Капулівка      |            | 1728 | «Року 1728 мѣсяца Ноября дня 4. Помяни Господи душу усопшаго...» | н/д                         | Біля Старої Січі. Уламок хреста | [ 6 ]         |
| Капулівка      |            | 1718 | «Помяни Господи душу усопшагося, здесь почиваетъ рабъ Божый Симеонъ... товарищъ куреня Васюринс- каго. Преставися року 1718» | н/д                         | Біля Старої Січі | [ 6 ]         |
| Капулівка      |            | 1728 | «Року 1728 мца Ноября дня 4 по- мяни Гди дшу усобшагося от Адама даже и до сего дне. Зде опочиваетъ рабъ бжии Данилъ Конеловского...» | н/д                         | Біля Старої Січі | [ 6 ]         |
| Капулівка      |            | 1728 | «Помяни Гди душу раба своего Ефрема Носѣвскаго куриня Васюренского. А пред- ставися року 1728 мца декамбріа 13» | н/д                         | Біля Старої Січі | [ 7 ]         |
| Капулівка      |            | 1729 | «...Преставися рабъ Божій Лукьянъ товаришь куреня Медведевскаго, року 1729 мѣсяца Сентября дня 17» | н/д                         | Біля Старої Січі. Уламки хреста | [ 7 ]         |
| Капулівка      |            | 1720 | «...От Р.Х. 1720 мѣсяца Но- ября 5 дня» | н/д                         | Біля Старої Січі. Біля хреста знаходився «род саркофага из белого камня в виде гроба»                                                          | [ 7 ]         |
| Капулівка      |            | 1728 | «Здѣ опочиваетъ рабъ Божій... Волошинъ, атаманъ куреня Тимошевскаго... року 1728 Генваря 28 дня» | н/д                         | Біля Старої Січі | [ 7 ]         |
| Капулівка      |            | 1729 | «Здѣ опочиваетъ рабъ Божій Данило Бовсѣнко, куреня Сергѣевскаго року 1729. Месяца Марта 4-го дня» | н/д                         | Біля Старої Січі | [ 7 ]         |
| Капулівка      |            | 1770 | «Здѣ преставися рабъ бжій Федорї Товстонѣг, куреня Щербинѣвскаго козакъ: по- гребен року 1770. Ноября 4-го дня» | н/д                         | Біля Старої Січі | [ 7 ]         |
| Капулівка      |            | 1742 | «Зде опочиваетъ рабъ бжій Семенъ Таранъ, козак куреня Шкуринскаго. Пре- ставися року 1742 мца декабря 3 числа» | н/д                         | Біля Старої Січі. Зараз поблизу Музея історії запорозького козацтва на Хортиці                                                                 | [ 7 ]         |
| Гирли          |            | 1728 | «Зде опочиваетъ рабъ бжій Иванъ Чапля знатный товарищъ куреня Поповского преставися за отамана Максима Кулака 1728 года Сентябр. 4» | н/д                         | Біля Старої Січі | [ 8 ]         |
| Гирли          |            | 1729 | «Зде опочиваетъ рабъ бжій Сидоръ, зна тный товарищъ куреня Кисляковского пре ставися за отамана Евстафыя Шкури. В року 1729 Июня дня 20 н.м.к.» | н/д                         | Біля Старої Січі | [ 9 ]         |
| Гирли          |            | 1729 | «Року бжія 1729 мця Іюнія, дня 27 зде опочиваетъ рабъ бжій Данилъ куреня Кисляковского Лубенец за памяти здравию брата своего которій... пос... вон... вѣяну Гос. упокаи...» | н/д                         | Біля Старої Січі | [ 9 ]         |
| Гирли          |            | 1729 | «Преставися рабъ божій Иванъ товарищ куреня Медведовского року 1729 Семтеврия дня 17» | н/д                         | Біля Старої Січі | [ 9 ]         |
| Гирли          |            | 1779 | «Здесь погребенъ козакъ Григориі Хат укъ 1779 года мца генваря куреня Днеп... » | н/д                         | Біля Старої Січі | [ 9 ]         |
| Гирли          |            | 1779 | «Зде опочиваетъ рабъ бжій Іоанъ Ка пирсъ куреня Сиргіевского атаман преста вися 1779» (за Сапожниковим) «Зде опочиваетъ рабъ божіи їоанъ каписъ куреня сергиевскаго атаманъ и преставися 1779 года мѣсяца декабря дня» (за Яворницьким)                                                    | н/д                         | Біля Старої Січі. Однак, Д. Яворницький локалізує цей хрест біля Нової Січі, поблизу р. Підпільна, також подає прізвище отамана як «Капис»     | [ 9 ]         |
| Гирли          |            | 1753 | «Здесь опочиває рабъ божій Власій знат ній отаманъ куреня Канѣвского преставися за атамана Пелипенка в року 1753 мца февраля» | н/д                         | Біля Старої Січі | [ 9 ]         |
| Гирли          |            | 1762 | «Здесь опочиває рабъ божій козак куреня Рогевскаго Данило Харченко. Преставися року 1762 марта 12 дня» | н/д                         | Біля Старої Січі. На зворотньому боці напис: «Стараніем Харка старого батька его поставлинъ 1763 году»                                         | [ 9 ]         |
| Шолохове       |            | 1719 | «Здь опочиваеть рабъ Божій Кирилло козак куреня Медведовскаго, преставися року 1719 месяца Ноября дня 29» | н/д                         | Біля Старої Січі | [ 10 ]        |
| р. Кам'янка    |            | 1730 | «Во имя Оца и Сна и Сятго Духа. Зде опочиваетъ рабъ божій Костантинъ Гордѣевичъ атаманъ Кошовий Славнаго воиска Запорожского низо вого а ку реня Плат нѣровскаго: Преставися року 1730 дня 4 мая»                                                                                          | латинський                  | Біля Кам'янської Січі | [ 11 ]        |
| р. Кам'янка    |            | 1731 | «Во имья Пресвятыя и животворя(щія и нераздел) нія Троицы, Аминь. Зде опочиваетъ рабъ Бжи Васілі Іерофевич атма Ко шовий славнаго воиска Запорожскаго Низового а куреня Тытаровского. Преставися в року 1731-мъ в: мцѣ май. Дня 23»                                                        | н/д                         | Біля Кам'янської Січі | [ 12 ]        |
| Покровське     |            | 1747 | «И.Н.Ц.И. Здѣ строки по- ставленъ крестъ Благоро- дію Его Панства Стефана ата мана бувшего кошевого, а ку- реня Уманского. Но онъ по- ложенъ: есть подъ церквою Пресвя- тія Бого- родицы. Преста вися ро- ку 1747 у маю 13»                                                                | латинський                  | Біля Нової Січі | [ 13 ]        |
| Покровське     |            | 1770 | «Здѣсъ опочиваетъ рабъ Божій Онисько Песъ куреня Сергѣевского куренной атаман. Преставися року 1770 мѣсяца Февраля» | н/д                         | Біля Нової Січі | [ 14 ]        |
| Покровське     |            | н/д  | «Іоанъ» | н/д                         | Біля Нової Січі. Напис зберігся частково. Можливо належав І. Малашевичу                                                                        | [ 15 ]        |
| Грушівка       |            | 1762 | «И.Н.Ц.И. Здѣ Опочива рабъ Божій Семенъ Бѣлый Козак войска Запорожского куриня Коренивскаго. Преставися року 1762 мѣсяца Генваря...» | н/д                         | | [ 15 ]        |
| Перетівка      |            | 1747 | «Сооружися крестъ сей рабом бжіимъ Павлом и рабом божіимъ Стефаномъ. По мяни Гди дши рабъ своіх преставлених. Преставися року бжія 1747 года» | н/д                         | | [ 15 ]        |
| Перетівка      |            |      | «Зде опочиваетъ рабъ божій Василъ Чорный куреня Незамаиловского. Дорофеи товари... куреня Поповическаго» | н/д                         | | [ 16 ]        |
| Золота Балка   |            | 1746 | «Зде опочивае рабъ бжіи Данило ата ман куреня Пашковского преставися року 1746 августа в среду в обѣ» | н/д                         | | [ 16 ]        |
| Давидів Брід   |            | 1796 | «Здесь погребен рабъ божій войска Черноморского вѣрних козаков арміи секундъ-майоръ Петръ Щербина Мѣкулский на 79 го. Рожденыя Преставися Февраля 22. 1796» | н/д                         | | [ 16 ]        |
| Михайлівка     |            | 1793 | «ЗД ОПОЧИВАЕТЬ РАБЪ: ЖІЙ: КОЗАКЪ ВОЙСКА: БИВШАГО ЗАПОРОЗКОГО НИЗОВОГО: КУРЕНЯ Уманского: АНТОНЪ КРЕМЕНЕЦЬКІЙ: ПРЕСТАВИСЯ: 1793: ГОДА: АПРЕЛЯ 4 ДНЯ: СЕЙ: КРТЪ: СООРУЖИ: СИНЪ: ЕГО: ПОДПОР... ....БИ КРЕМЕНЕЦКІЙ» «КРТУ... .....НА .....Б..»                                                | трилистий класичний         | | [ 17 ]        |
| Михайлівка     |            | н/д  | напис не прочитується | восьмикінцевий комбінований | За подібністю до хреста А. Кременецького має бути козацьким                                                                                    | [ 18 ]        |
| Олександрівка  |            | 1782 | «Бившего войска Запорожскаго козакъ куреня Платнърѣвского зде опочивае рабъ божий Василиі Коношко блаженно памяти 1782 году мца генваря 21 дня... сему кресту цѣна 25 ру.» | н/д                         | | [ 16 ]        |
| Ковалівка      |            | 1792 | «1792 года Декабря 4 дня. Здесь погребенъ козакъ бывшаго воиска запорозкого: служби: и нінѣнешную Черноморскую произходилъ и рани получилъ полковій хорунжій куреня Поповическаго: Сімеонъ Губа: в случаижъ кто бы моглъ сей крест с гроба дерънуть да убоится суда божія. С.К.Р. Фома г.» | н/д                         | Мав зображення «знаку військового ордену». На початку ХХ ст. зафіксований розбитим                                                             | [ 19 ]        |
| хут. Барабаяни |            | н/д  | «...дн зде опоч... рабъ... корєня» | н/д                         | Можливо належав чорноморському козаку. Місце розташування — ймовірно сучасне село Барабой. Єдиний відомий памятник такого роду у Подністров'ї. | [ 19 ] [ 20 ] |
| Калинівка      |            | н/д  | «Здесь погребеш, раб бо жій бывшаго Запорож... ко закь куреня Калноболо цкого Гр игорій За харієвь сы н Шулга представі ся 1783 го да декабр... ...дня» | н/д                         | | [ 19 ]        |